# Губерниев, Дмитрий Викторович
Дми́трий Ви́кторович Губе́рниев (род. 6 октября 1974, Дрезна, Орехово-Зуевский район, Московская область) — российский телеведущий, журналист, спортивный комментатор телеканала «Матч ТВ». Советник министра спорта Российской Федерации, советник генерального директора телеканала «Россия». Лауреат премии «ТЭФИ» в 2007, 2015, 2019, 2025 годах. Заслуженный журналист Российской Федерации (2023), Заслуженный работник физической культуры и спорта Республики Башкортостан (2024).

## Биография
Родился 6 октября 1974 года в городе Дрезна. Отец — стекловар, мать — фармацевт.
Окончил среднюю школу № 2 города Сходня (в настоящее время — средняя общеобразовательная школа № 22 мкр. Сходня города Химки).
В 1995 году с отличием окончил тренерский факультет Российской академии физической культуры. Учился в Институте повышения квалификации работников радио и телевидения. По окончании вуза работал фитнес-инструктором, охранником, тренером по физподготовке в «Лужниках». Имел первый взрослый разряд по лыжным гонкам.
Был женат на экс-чемпионке мира по лёгкой атлетике, бегунье Ольге Богословской. Сын — Михаил Губерниев, родился 8 сентября 2002 года. В 2020 году сын окончил школу и поступил в ВШЭ.
Один из дедов — Валентин Степанович Губерниев (род. в январе 1927 года в Тверской области), служил телефонистом в артиллерии на Дальнем Востоке, участвовал в советско-японской войне. В один из дней войны он ехал в «полуторке» (ГАЗ-АА), которая остановилась, чтобы подвезти одного из бойцов: Валентин уступил тому бойцу место, однако в тот же момент боец был убит выстрелом японского снайпера. Позже Валентин Степанович проходил службу в ГСВГ и по своим воспоминаниям, был свидетелем множества случаев мародёрства[значимость факта?]. Награждён орденом Отечественной войны и медалью «За победу над Японией». Работал сварщиком на Байконуре. Другой дед — первый муж бабушки по материнской линии Василий Пушков, попал на фронт летом 1941 года и погиб в декабре того же года под Ленинградом.

### Карьера на телевидении
В середине 1990-х годов часто принимал участие в радио- и телевизионных конкурсах: среди них — первый конкурс спортивных комментаторов на НТВ, ТНТ, «НТВ-Плюс» и конкурс ведущих на ТВ-6. Брал уроки сценической речи у известного педагога Светланы Корнельевны Макаровой, учившей Екатерину Андрееву, Леонида Парфёнова, Тину Канделаки, Сергея Брилёва, Михаила Зеленского и ряд других известных современных телеведущих. Впоследствии он так рассказывал о полученном опыте: «Я в этой стране — чемпион по произношению скороговорок, и всем обязан, безусловно, величайшей женщине планеты — Светлане Макаровой. Потому что из двухметровой гнусавой дылды она за какие-то неполные два года вылепила человека, который даже сейчас по её методике преподаёт».
Пришёл на телевидение только в 1997 году — в этом году Дмитрий по конкурсу был зачислен в штат сотрудников недавно образованного канала ТВЦ. С июня 1997 по сентябрь 2000 года работал спортивным комментатором и ведущим новостей спорта на этом телеканале. С 1999 по 2000 год некоторое время вёл еженедельную программу «Спортивный экспресс» на ТВЦ в паре с пишущим журналистом из «Спорт-Экспресса» Владимиром Гескиным. Иногда читал за кадром тексты анонсов спортивных трансляций, показываемых в эфире. В дальнейшем неодобрительно отзывался о своём бывшем начальнике, руководителе спортивной редакции ТВЦ в 1997—2006 годах Сергее Ческидове, который, по мнению Губерниева, «несколько раз пытался его уволить и не допускал до эфиров».
С 1998 по 2004 год параллельно был комментатором телеканала Eurosport, часто работал на футбольных обзорах «Евроголы» и «Журнал Лиги Чемпионов». В 1999 году Губерниев собирался уйти на НТВ, ТНТ, «НТВ-Плюс», но Анна Дмитриева не приняла его на работу. Примерно в это же время заместитель главного редактора спортивных программ ТВЦ Василий Кикнадзе предложил Губерниеву перейти на ВГТРК. В сентябре 2000 года комментатор ушёл с ТВЦ на РТР, тем самым приняв предложение уже перешедшего на второй канал в феврале 2000 года Кикнадзе.
С сентября 2000 года — спортивный комментатор телеканалов «Россия» и «Спорт» (позднее «Россия-2»). Ведущий спортивного блока в информационной программе «Вести», соведущий телеканала «Доброе утро, Россия!» (2002—2005). Ведущий программ: «Спорт за неделю» (2001—2002), «Дневник Чемпионата мира по футболу» (2002, 2014), «Вести-Спорт» (2002—2013), «Сборная России» (2003—2008), «Неделя спорта с Дмитрием Губерниевым» (2007—2013), «Биатлон с Дмитрием Губерниевым» (2010—2015), «Территория боя» (2011), «Ты — комментатор!» (2012), «Большой спорт» (2013—2015) и «Большой футбол» (2014—2015). Также неоднократно принимал участие в проектах «Форт Боярд» и «Новогодний Голубой огонёк».
Работал на ряде Олимпийских игр с 2000 года как комментатор и ведущий дневников. Параллельно комментировал финал конкурса песни «Евровидение» — в 2008, 2010, 2012, 2014, 2016 и 2019 годах.
Первый раз прокомментировал биатлонную гонку в декабре 2001 года, когда телеканал РТР решил показать в записи накануне Олимпийских игр в Солт-Лейк-Сити несколько трансляций с Кубка мира. Помогал ему в этом деле вице-президент Союза биатлонистов России и известный судья Вадим Мелихов. Затем поочерёдно с Губерниевым работали спортивные журналисты Василий Вахетов и Андрей Кондрашов. Основным комментатором биатлонных эфиров на ВГТРК Губерниев стал в 2006—2007 годах.
В 2010 году вёл интеллектуальное шоу «Кто хочет стать Максимом Галкиным?» на телеканале «Россия». С августа по октябрь 2014 года на этом же телеканале выходила экстремально-интеллектуальная телеигра «Клетка», где Губерниев также был ведущим.
С 29 августа 2013 по 30 сентября 2015 года — главный редактор Объединённой дирекции спортивных телеканалов ВГТРК.
С 14 сентября 2013 года — комментатор телевизионной версии соревнований по танковому биатлону на телеканале «Россия».
10 декабря 2013 года вышел дебютный макси-сингл Дмитрия под названием «Ветер биатлона», где Губерниев выступил в роли вокалиста.
С осени 2014 года в паре с Борисом Смолкиным вёл юмористическую передачу «Это смешно» на телеканале «Россия». В ночь со 2 на 3 ноября 2014 года в паре с Дмитрием Тереховым комментировал побитие рекорда Ником Валлендой на телеканале «Дискавери Россия». В том же году выступил в роли ведущего двух документальных фильмов петербургского «Пятого канала» — «Моё советское детство» и «Моя советская юность».
С 1 ноября 2015 года сотрудничает по договору со спортивным каналом «Матч ТВ». Комментатор биатлона, ведущий программ «Все на Матч!» и «Биатлон с Дмитрием Губерниевым». При этом остаётся штатным сотрудником ВГТРК, советником генерального директора телеканала «Россия». Иногда делает репортажи для программы «Вести недели».
С марта по апрель 2016 года также являлся комментатором развлекательного шоу «Человек против мухи» на телеканале «Че».
В апреле 2018 года на телеканале «Моя планета» прошёл показ туристического соревнования «Чужие в городе», где также выступил в роли комментатора.
С 13 мая по 24 июня 2018 года в паре с Мариной Кравец вёл шоу «Лига удивительных людей» на телеканале «Россия».
25 октября 2020 года провёл праздничный 1359 тираж лотереи «Русское лото» на НТВ по случаю 50-летия лотереи «Спортлото» на месте умершего Михаила Борисова. С осени 2020 года является одним из ведущих лотереи «Русское лото» наряду с шоуменом Алексеем Лысенковым.

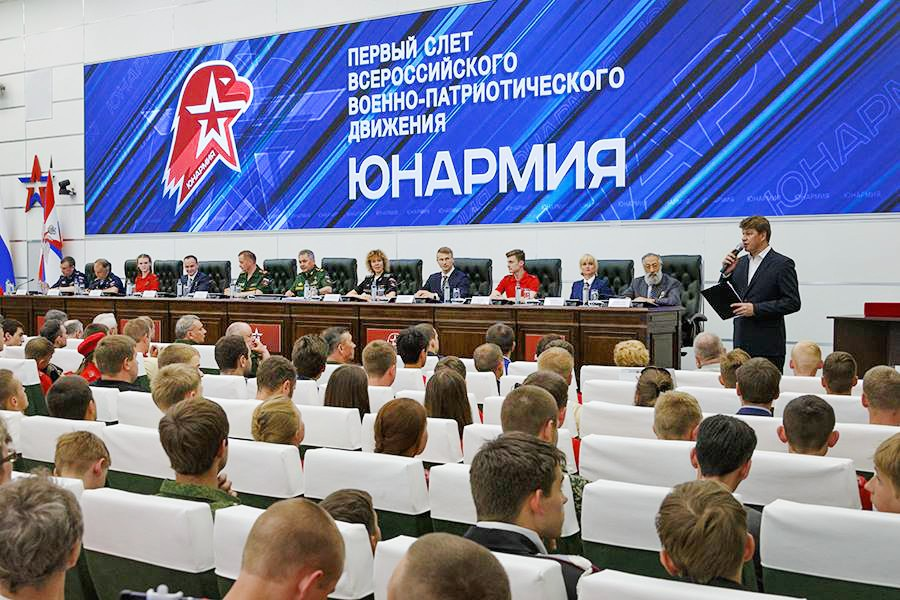
На первом слёте движения «Юнармия». Парк «Патриот», июнь 2016 года

### Общественная деятельность
С января 2006 года являлся членом Общественного совета «Молодой гвардии Единой России».
23 февраля 2012 года вместе с депутатом от партии «Единая Россия» Ольгой Баталиной вёл митинг сторонников премьер-министра и кандидата в президенты РФ Владимира Путина на 3-й срок, проходивший в Лужниках. 3 марта 2018 года там же вёл аналогичный митинг в поддержку Путина вместе с Яной Чуриковой, Светланой Зейналовой и Фёдором Бондарчуком.
В мае 2016 года вошёл в состав главного штаба военно-патриотического движения «Юнармия» вместе с президентом Ассоциации военно-тактических игр Михаилом Галустяном, исполнительным директором Русского географического общества Артемом Манукяном и космонавтом Сергеем Крикалёвым. Движение было воссоздано по инициативе министра обороны РФ Сергея Шойгу.
С апреля 2017 года является членом Общественной палаты городского округа Химки.
На президентских выборах 2018 года вошёл в инициативную группу по выдвижению Владимира Путина на 4-й срок кандидатом в президенты России и является его доверенным лицом. На выборах мэра Москвы в том же году стал доверенным лицом Сергея Собянина.
18 марта 2022 года вместе с ведущей телеканала «Россия-1» Марией Ситтель провёл в «Лужниках» митинг-концерт, приуроченный к годовщине аннексии Крыма под названием «Za мир без нацизма! Zа Россию! Zа Президентa!», при этом, как и другие участники, был одет в куртку с нашитой на груди символикой «Z».
В 2024 году стал доверенным лицом кандидата в президенты России Владимира Путина.
В декабре 2024 года стал советником министра спорта Российской Федерации Михаила Дегтярева.

### Санкции
С конца марта 2022 года запрещён въезд в Латвию на неопределённый срок.
В октябре 2022 года внесён в санкционный список Канады «российских агентов дезинформации» за «причастность в распространении российской дезинформации и пропаганды».
15 января 2023 года внесён в санкционный список Украины за «роль в российской пропаганде и поддержку российской политики, подрывающей территориальную целостность, суверенитет и независимость Украины, аннексию Крыма». Предполагается блокировка активов на территории страны, приостановка выполнения экономических и финансовых обязательств, прекращение культурных обменов и сотрудничества, лишение украинских госнаград. Ранее Губерниев, как российский пропагандист, был внесён ФБК в список коррупционеров и разжигателей войны, с предложением введения против него международных санкций.

## Резонансные эпизоды

### Освещение матча «Спартак» Москва — ЦСКА
28 августа 2011 года во время перерыва матча «Спартак» — ЦСКА прозвучали высказывания, которые были отнесены многими в адрес Вячеслава Малафеева:

 «Впереди решающие матчи, а у нас говно в воротах будет стоять»
 Дмитрий Губерниев совместно с коллегой по репортажу также упомянул убийство «студента Агафонова» у ночного клуба и «Марину, когда она погибла… когда она удирала». При этом комментаторы были уверены, что все микрофоны выключены (позднее, при обсуждении данного эпизода в эфире программы «Минаев LIVE», прозвучала версия, что комментатору было известно, что происходило в эфире и куда идёт сигнал трансляции). Звук транслировался в прямом эфире в интернет. Позже сам Губерниев, комментируя этот эпизод, настаивал, что не высказывал чего-либо в адрес жены Вячеслава Малафеева — Марины Малафеевой. Сам Малафеев заявил, что не оставит это дело просто так.
В интервью газете БалтИнфо Губерниев заявил:

«Я могу лишь извиниться. То, что предназначалось для ушей моего коллеги, разошлось по всему Советскому Союзу. Идиоматические выражения — это плохо в эфире… Я говорил про вратаря сборной Дании. Там разве что-то было про вратаря „Зенита“? Ему ещё надо место в основе завоевать»
Руководство петербургского «Зенита» направило официальное письмо с просьбой дать оценку произошедшему сразу в три организации: РФС, РФПЛ и телеканал «Россия-2».
17 февраля 2012 года Вячеслав Малафеев подал на Губерниева в суд, 29 октября исковое заявление было удовлетворено частично. В апреле 2013 года Московский областной суд отклонил апелляцию Губерниева, оставив в силе решение выплатить компенсацию в размере 75 тыс. рублей Малафееву и опровергнуть произнесённые в эфире высказывания.
В декабре 2013 года в рамках программы «Большой спорт» состоялось интервью, в котором Губерниев и Малафеев объявили о достижении примирения и отсутствии дальнейших разногласий.

### Инцидент со сборной Узбекистана на церемонии открытия зимних Олимпийских игр 2014 года
Во время трансляции церемонии открытия зимних Олимпийских игр 2014 в Сочи Дмитрий Губерниев назвал сборную Узбекистана сборной Таджикистана. Эта оговорка вызвала бурю негодования в Узнете, а на сайте change.org была опубликована петиция с требованиями официальных извинений от Губерниева. Также Губерниев в прямом эфире назвал команду Монголии командой Монако, команду Исландии командой Ирландии, команду Доминиканской Республики командой с острова Доминика.
На следующий день Дмитрий Губерниев принёс жителям Узбекистана официальные извинения и пожелал узбекистанским спортсменам удачного выступления.
Инцидент получил продолжение в Узнете через год, когда во время трансляции соревнований по плаванию на 50 метров брассом на чемпионате мира по водным видам спорта в Казани, комментатор дважды назвал узбекского спортсмена Владислава Мустафина белорусским пловцом.

### Евровидение-2016
В ходе прямой трансляции музыкального конкурса Губерниев исказил смысл песни украинской певицы Джамалы «1944», посвящённой депортации крымских татар с полуострова при СССР. По версии комментатора, композиция посвящена покидающим родину в поисках лучшей жизни и миграционному кризису в Европе.
Само обстоятельство, что спортивный комментатор был поставлен вещателем в лице ВГТРК в качестве комментатора музыкального конкурса, вызвало критическую реакцию со стороны некоторых телеобозревателей: журналист Владимир Кара-Мурза-старший отмечает, что про Мацкявичюса и Губерниева, которых отправили комментировать «Евровидение-2016», нельзя сказать, что они «занимаются своим делом».

### Церемония награждения смешанной эстафеты на чемпионате мира в Хохфильцене
9 февраля 2017 года, комментируя церемонию награждения участников смешанной эстафеты на чемпионате мира в Хохфильцене в прямом эфире телеканала «Матч! Арена», неоднократно оскорблял французского биатлониста Мартена Фуркада. Повод — Мартен подтолкнул российского биатлониста Александра Логинова при передаче эстаферы, в результате чего Логинов упал и сборная потеряла темп. Губерниев позволил себе в эфире пассаж следующего содержания: «Мартен, ты — свинья! Вот это можно сказать на всю страну и на весь мир! И напишите об этом Фуркаду, что русский комментатор сказал: „Фуркад, ты — свинья!“. А по-другому быть не может!». Пассаж схожего содержания был опубликован и на страничке комментатора в Instagram: «Наши третьи! Молодцы! Мартен Фуркад, ты — свинья!».
Через несколько дней Губерниев извинился перед Фуркадом, также посредством аккаунта в Instagram, написав, что сейчас он сожалеет о сказанном — по его словам, в тот момент «все действовали на эмоциях».

## Фильмография
Снялся в роли самого себя (камео) в следующих фильмах и телесериалах:
- 2007 — Счастливы вместе — ведущий спортивного шоу («Недряблый дриблинг»), спортивный комментатор радио «Допинг. FM» («Маза факел»)
- 2009 — Воронины (серии 6 и 103)
- 2009 — Шёпот оранжевых облаков
- 2010 — Как я встретил вашу маму (сезон 2, серия 12)
- 2010 — Морозко
- 2018 — Лёд
- 2018 — Большая игра
- 2020 — Трудные подростки (сезон 2, серия 7)
- 2023 — Иван Васильевич меняет всё — Николай Губерниев, ведущий новостей
- 2024 — Небриллиантовая рука — Николай Губерниев, ведущий новостей / Хулио Губернейро, ведущий телеканала «Испания-24»
- 2024 — Чемпионы — комментатор (1-3 серии)

Также озвучивал некоторые рекламные ролики или снимался в них. В 2014 году принял участие в дублировании фильма «Лига мечты» (роль президента ФИФА Йозефа Блаттера в исполнении Тима Рота).

## Дискография
- 2013 — Ветер биатлона

### Мастер
- 2012 — Концерт, посвящённый 25-летию группы (13. Храни меня, 21. Здесь куют металл, 22. Встань, страх преодолей, 23. Воля и разум)

### Артур Беркут
- 2014 — Победителей не судят (10. Победителей не судят)

## Награды и премии
- Лучший спортивный Телеграм-канал по версии «Премии РБ» 2025[87].
- Почётное звание «Заслуженный работник физической культуры и спорта Республики Башкортостан» (19 октября 2024 года)[88].
- Орден «За заслуги перед Отечеством» IV степени (вручён 19 сентября 2014 года)[89]
- Орден Александра Невского (вручён 9 декабря 2020 года)[90]
- Орден Дружбы (5 апреля 2011 года) — за большие заслуги в развитии отечественного телерадиовещания и многолетнюю плодотворную работу[91]
- Заслуженный журналист Российской Федерации (18 сентября 2023 года) — за заслуги в развитии средств массовой информации и многолетнюю добросовестную работу[92].
- Журналист года 2012 по версии Biathlon-Award
- Почётная грамота Министра обороны Российской Федерации (17 марта 2017 года) — за оказание содействия в решении задач, возложенных на Вооружённые Силы Российской Федерации
- Благодарность Министра спорта Российской Федерации (8 мая 2019 года) — за существенный вклад в развитие отрасли физической культуры и спорта в Российской Федерации[93]
- Премия города Москвы 2017 года в области журналистики (28 декабря 2017 года) — за яркие репортажи о крупнейших спортивных событиях и большой вклад в популяризацию спорта[94]
- Премия «ТЭФИ-2007» (номинация «Спортивный комментатор, ведущий спортивной программы»), «ТЭФИ-2015» (номинация «Спортивная программа»), «ТЭФИ-2019» (номинация «Ведущий спортивной программы/спортивный комментатор»), «ТЭФИ-2019» (номинация «Ведущий информационной программы»)[95] и «ТЭФИ-2025» (номинация «Спортивное шоу/ программа»)[96].